# Sønder Brarup Station
Sønder Brarup Station (tysk: Bahnhof Süderbrarup) er en tysk jernbanestation i landsbyen Sønder Brarup i delstaten Slesvig-Holsten i det nordlige Tyskland. Stationen ligger på jernbanestrækningen Kiel–Flensborg og åbnede i 1881 .